# Konfliktní surovina

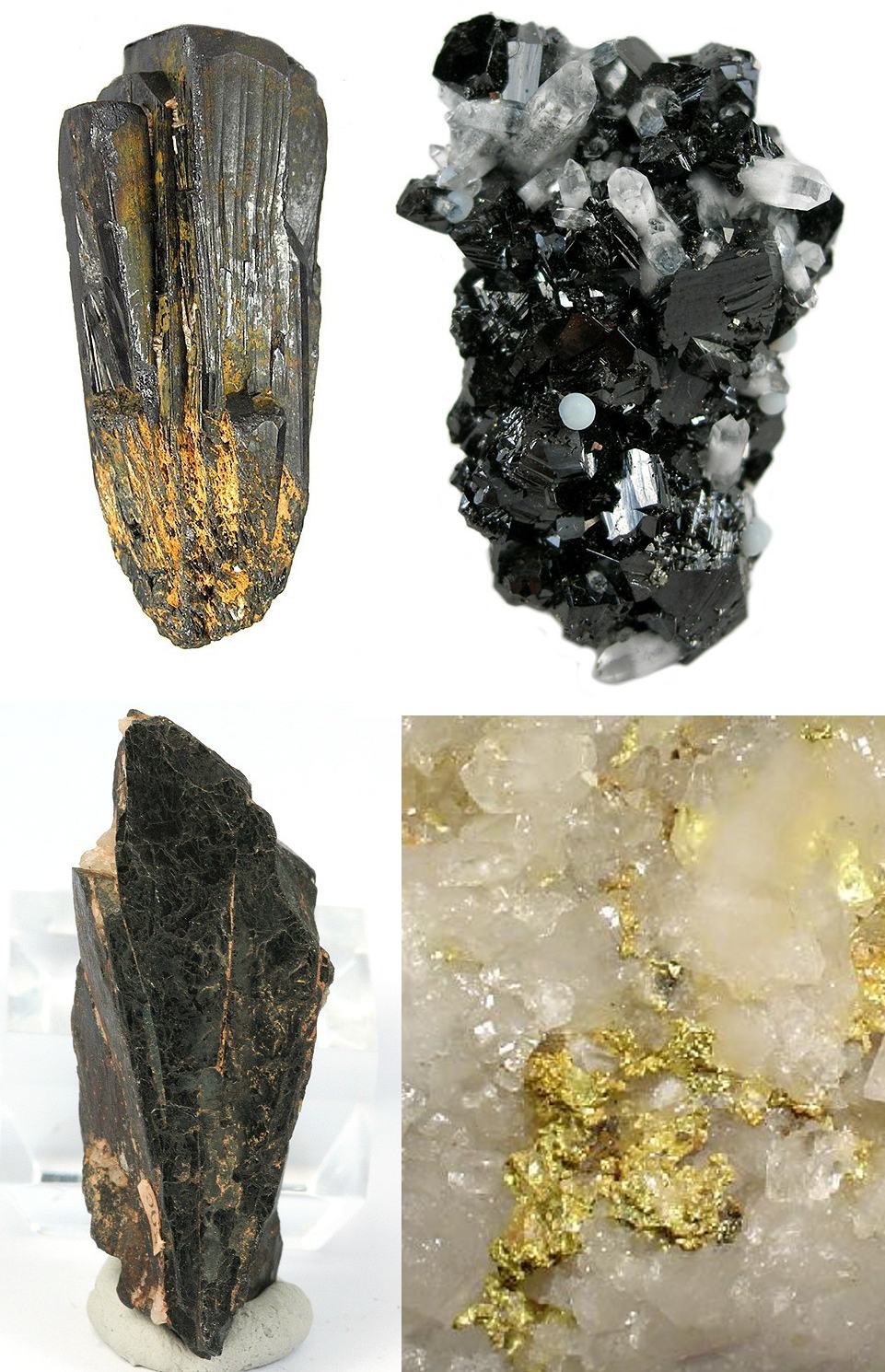
Čtyři nejčastější konfliktní minerály, ve směru hodinových ručiček od levého horního: coltan, cínovec, zlaté rudy, a wolframit.

Konfliktní surovina je přírodní zdroj, který je těžen v oblasti probíhajícího násilného konfliktu a současně slouží pro financování konfliktu. Situace, kdy cenné suroviny rozdmychávají občanské konflikty, jak různé frakce soupeří o přístup k nim, a ve výsledku jsou tak pro danou oblast spíše přítěží, je označována jako tzv. prokletí přírodních zdrojů. Jedním z výrazných příkladů je situace během konfliktu v Kivu v Demokratické republice Kongo, kde od roku 2004 různé armády, skupiny rebelů a zahraniční aktéři profitují z těžby minerálů, čímž současně přispívají k násilnostem a drancování regionu.
Mezi hlavní konfliktní minerály jsou počítány kasiterit (zdroj cínu), wolframit (zdroj wolframu), coltan (zdroj tantalu) a zlaté rudy. Mnoho konfliktů se též rozhořelo kvůli sporům o přístup k ložiskům ropy a zásadní konfliktní surovinou se stává voda. Tzv. krvavé diamanty (konfliktní diamanty) jsou pak významnou konfliktní surovinou mezi drahými kameny.